# Ertshaven
De Ertshaven is een haven in het Oostelijk Havengebied van Amsterdam. De haven ligt ten oosten van de Verbindingsdam, met daarin de Blauwehoofdbrug, en mondt uit in het Amsterdam-Rijnkanaal.
De Ertshaven ligt tussen de kunstmatige schiereilanden Sporenburg en KNSM-eiland. Aan de noordkant van het water ligt de Levantkade op het KNSM-eiland, aan de zuidkant ligt de Ertskade op Sporenburg. De naam van de haven is ontleend aan het feit dat hier veel ertsoverslag was.
Het gebied rondom de Ertshaven was van oudsher havengebied waar zich veel loodsen en werkplaatsen bevonden, maar sinds begin jaren negentig van de 20e eeuw bestaat het Oostelijk Havengebied overwegend uit woningen.

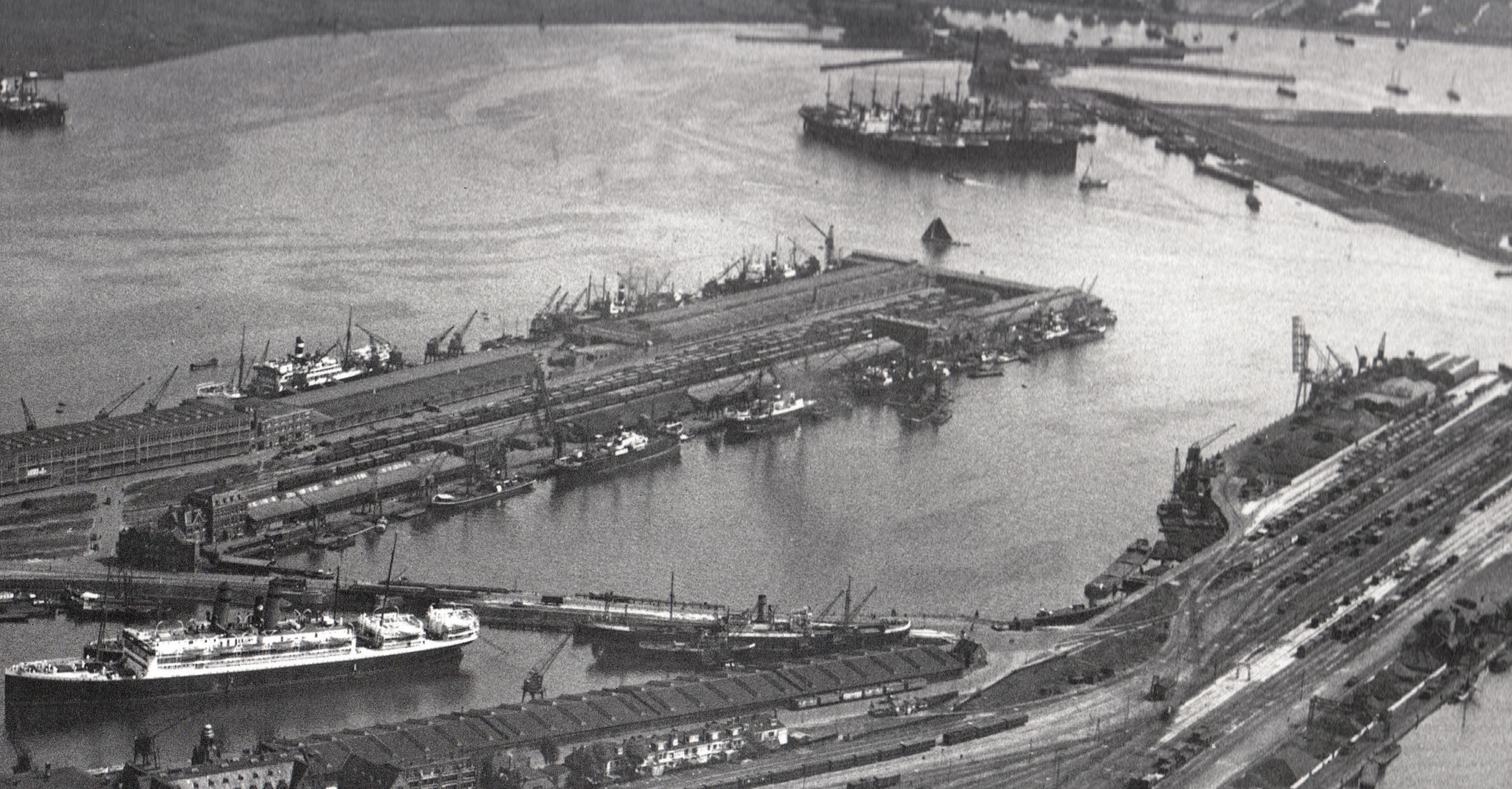
Ertshaven in 1934, gezien vanuit het zuidwesten
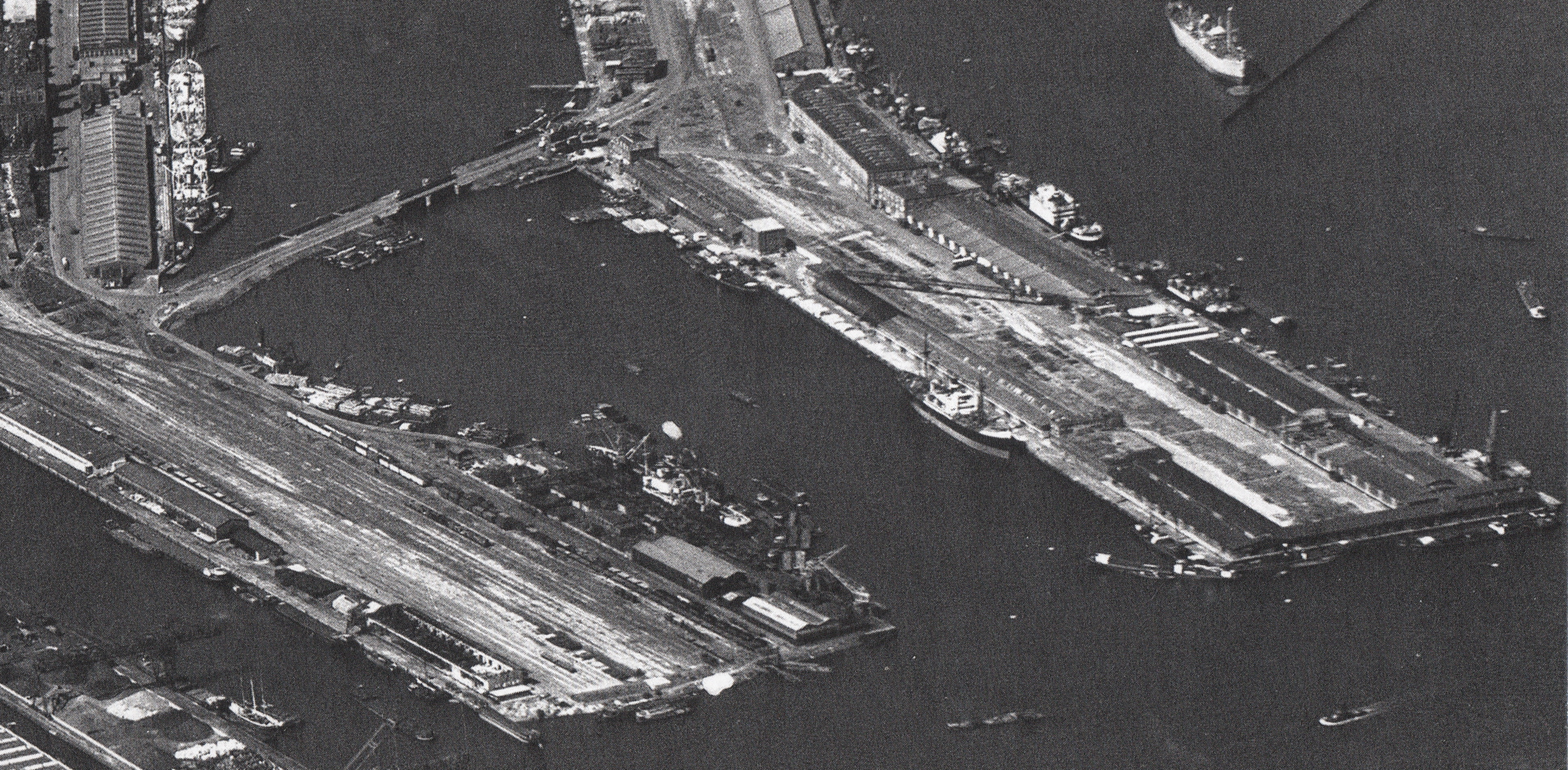
Ertshaven in 1947, gezien vanuit het zuidoosten

| Havens en werven in het Amsterdamse havengebied |
| --- |
| · Afrikahaven Zanzibarhaven Madagascarhaven Amerikahaven Alaskahaven Cacaohaven Texashaven Aziëhaven Australiëhaven Tasmaniëhaven ADM-haven Westhaven Hornhaven Moezelhaven Mainhaven Beringhaven Suezhaven Bosporushaven Sonthaven Jan van Riebeeckhaven Usselincxhaven C. Reynierszhaven Adenhaven Ashaven Petroleumhaven Coenhaven Mercuriushaven Vlothaven Neptunushaven Minervahaven Houthaven Nieuwe Houthaven Bewaarhaven Oude Houthaven Sixhaven Ponthaven IJhaven Ertshaven Spoorwegbassin Entrepothaven Shipdock NDSM Oranjewerf Oranjesluizen P.W.Alexandersluis Noordzeekanaal IJ Dirk Metselaarhaven Isaac Baarthaven Wim Thomassenhaven |